# Distretto di Oki
Il distretto di Oki (隠岐郡?, Oki-gun) è uno dei distretti della prefettura di Shimane, in Giappone.

## Geografia
Attualmente fanno parte del distretto i comuni di Ama, Chibu, Nishinoshima e Okinoshima (formata dalla fusione di Fuse, Goka, Saigo e Tsuma, avvenuta nel 2004).
Il distretto comprende le isole Oki, storicamente chiamate provincia Oki.
| Controllo di autorità | VIAF (EN) 147846627 · LCCN (EN) n87918806 · J9U (EN, HE) 987007562562205171 |